# Вильц (футбольный клуб)
«Вильц» (люкс. Wolz, официально FC Wiltz 71) — люксембуржский футбольный клуб, выступающий в Национальном дивизионе. Образован в 1971 году путём слияния «Юнион Спортив Нидервильц» и «Голд а Ройд Вильц». В 1976 году клуб поглотил команду «Арминия Вайдинген».
По итогам сезона 2005/06 «Вильц» занял в высшем дивизионе национального первенства 5 место, однако после сезона 2007/08 выбыл во второй дивизион с 12 места. Возвращение в высшую лигу состоялось по результатам сезона 2009/10. Следующий сезон клуб снова завершил на последнем месте, однако нападающий Санел Ибрагимович забил 18 мячей в ворота соперников и стал лучшим бомбардиром сезона. В дальнейшем «Вильц» выступал в высшем дивизионе в сезонах с 2012/13 по 2015/16.